# Nivell de preparació per a la fabricació
El nivell de preparació per a la fabricació (MRL) és una mesura per avaluar la maduresa de la preparació per a la fabricació, de manera similar a com s'utilitzen els nivells de preparació tecnològica (TRL) per a la preparació tecnològica. Es poden utilitzar en avaluacions generals de la indústria, o per a aplicacions més específiques en l'avaluació de les capacitats dels possibles proveïdors.
L'Oficina de Responsabilitat Governamental (GAO) ho ha descrit com la millor pràctica per millorar els resultats de les adquisicions. Va ser desenvolupat pel Departament de Defensa dels Estats Units (DOD), que va adoptar l'ús dels MRL el 2005. No obstant això, la GAO va continuar observant una aplicació inconsistent entre els components del DOD. El 2011, es va fer obligatori tenir en compte la preparació per a la fabricació i els processos relacionats dels possibles contractistes i subcontractistes com a part del procés de selecció de fonts en els principals programes d'adquisició.
Els MRL són mesures quantitatives que s'utilitzen per avaluar la maduresa d'una tecnologia, component o sistema determinat des de la perspectiva de la fabricació. S'utilitzen per proporcionar als responsables de la presa de decisions a tots els nivells una comprensió comuna de la maduresa relativa i els riscos inherents associats a les tecnologies de fabricació, els productes i els processos que s'estan considerant. La identificació i la gestió de riscos de fabricació ha de començar en les primeres etapes del desenvolupament tecnològic i continuar enèrgicament al llarg de cada etapa dels cicles de vida d'un programa.
Les definicions del nivell de preparació per a la fabricació van ser desenvolupades per un grup de treball conjunt del Departament de Defensa i la indústria sota el patrocini del Panell Conjunt de Tecnologia de Fabricació de Defensa (JDMTP). La intenció era crear una escala de mesura que serveixi per al mateix propòsit per a la preparació per a la fabricació que els nivells de preparació tecnològica serveixen per a la preparació tecnològica: proporcionar una mètrica i un vocabulari comuns per avaluar i discutir la maduresa, el risc i la preparació per a la fabricació. Els LMR es van dissenyar amb un sistema de numeració que era aproximadament congruent amb nivells comparables de LMR per tal de generar sinergia i facilitar-ne la comprensió i l'ús.

## Propòsit
- La identificació i la gestió de riscos de fabricació ha de començar en les primeres etapes del desenvolupament tecnològic i continuar enèrgicament al llarg de cada etapa del cicle de vida d'un programa.
- Les qüestions de preparació per a la fabricació i la producibilitat són tan importants per al desenvolupament reeixit d'un sistema com les de la preparació i les capacitats de les tecnologies destinades al sistema.

Els LMR s'avaluen segons:
- definir el nivell actual de maduresa de la fabricació
- identificar els dèficits de maduració i els costos i riscos associats
- proporcionar la base per a la maduració de la fabricació i la gestió de riscos

Els processos de fabricació immadurs poden provocar els problemes següents:
- Falta d'atenció a la fabricació durant la planificació i el disseny
- Mala planificació de la gestió de proveïdors
- Manca de coneixements i habilitats de la força laboral

L'avaluació dels nivells de preparació tecnològica deixa sense resposta algunes preguntes importants sobre la transició:
- És reproduïble el nivell de rendiment?
- Quant costaran aquests en producció?
- Es poden fer en un entorn de producció per algú sense un doctorat?
- Es controlen i avaluen els proveïdors?
- Hi ha disponibles els materials i components clau?
- S'han identificat els límits de l'escalabilitat de la producció?

Les avaluacions de preparació per a la fabricació (MRA) aborden aquestes preguntes sense resposta per tal de reduir el risc de fabricació. No obstant això, encara no aborda la qüestió de si el producte és fiable o mantenible.

## Definicions
El Departament de Defensa ha adoptat el següent segons correspongui per avaluar els nivells de preparació per a la fabricació:
| Fase (segons l'especifica el DoDI 5000.02)[1] que condueix a la definició de MRL            | Condueix a                                                 | MRL | Definició                                                                                               |
| ------------------------------------------------------------------------------------------- | ---------------------------------------------------------- | --- | --- |
| Anàlisi de solucions de materials                                                           | Revisió de la decisió de desenvolupament de materials      | 1   | Implicacions bàsiques de fabricació identificades                                                       |
| Anàlisi de solucions de materials                                                           | Revisió de la decisió de desenvolupament de materials      | 2   | Conceptes de fabricació identificats                                                                    |
| Anàlisi de solucions de materials                                                           | Revisió de la decisió de desenvolupament de materials      | 3   | Prova de concepte de fabricació desenvolupada                                                           |
| Anàlisi de solucions de materials                                                           | Decisió de la fita A                                       | 4   | Capacitat per produir la tecnologia en un entorn de laboratori.                                         |
| Desenvolupament d'enginyeria i fabricació (anteriorment "desenvolupament a gran escala")    | Decisió de la fita B                                       | 5   | Capacitat per produir components prototip en un entorn rellevant per a la producció.                    |
| Desenvolupament d'enginyeria i fabricació (anteriorment "desenvolupament a gran escala")    | Decisió de la fita B                                       | 6   | Capacitat per produir un sistema o subsistema prototip en un entorn rellevant per a la producció.       |
| Maduració de la tecnologia i reducció de riscos (anteriorment "desenvolupament tecnològic") | Avaluació posterior a la CDR (revisió crítica del disseny) | 7   | Capacitat per produir sistemes, subsistemes o components en un entorn representatiu de la producció.    |
| Maduració de la tecnologia i reducció de riscos (anteriorment "desenvolupament tecnològic") | Decisió de la fita C                                       | 8   | Capacitat de la línia pilot demostrada. Preparat per començar la producció a baixa velocitat.           |
| Producció i desplegament                                                                    | Decisió de producció a plena velocitat                     | 9   | Producció a baixa velocitat demostrada. Capacitat existent per començar la producció a plena velocitat. |
| Operacions i suport                                                                         | N/A                                                        | 10  | Producció a plena velocitat demostrada i pràctiques de producció ajustada implementades.                |

## Dimensions en l'avaluació de la preparació
Els LMR s'avaluen en múltiples dimensions (anomenades "fils" dins del DOD):
- Tecnologia i base industrial
  - Base industrial
  - Desenvolupament de tecnologia de fabricació
- Disseny
  - Programa de productivitat
  - Maduresa del disseny
- Cost i finançament
  - Coneixement del cost de producció (modelització de costos)
  - Anàlisi de costos
  - Pressupost d'inversió en fabricació
- Materials
  - Maduresa
  - Disponibilitat
  - Gestió de la cadena de subministrament
  - Manipulació especial
- Capacitat i control del procés
  - Modelització i simulació de la producció i el procés
  - Maduresa del procés de fabricació
  - Rendiments i taxes de procés
- Gestió de la qualitat, inclosa la qualitat dels proveïdors
  - Excel·lència en els processos
  - Eines de qualitat: Six Sigma, 5S, Lean, Kaizen, APQP, etc.
- Força de treball de fabricació (enginyeria i producció)
  - Formació i requisits de seguretat
  - Manipulació d'eines i procediments
  - Formació i nivells de procediments
  - Planificació de la capacitat (temps complet versus temps parcial)
- Instal·lacions
  - Utillatge, equips de prova especials, equips d'inspecció especials
  - Instal·lacions
- Gestió de la fabricació
  - Planificació i programació de la fabricació
  - Planificació de materials

## Exemples
A continuació es descriuen diversos exemples tradicionals no propietaris i no confidencials que il·lustren l'ús de la metodologia MRL en la fabricació d'unions.
1. Exemple d'impressió 3D i fabricació additiva
2. Exemple de fabricació de la construcció de la carrosseria de l'estructura d'un avió Aeropace
3. Exemple de fabricació de fosa de capçals i blocs d'automoció
4. Exemple de fabricació de billetes de titani de gra ultrafí
5. Exemple de soldadura per fricció-agitació per tanc extern del transbordador espacial